# Cleome felina
Cleome felina är en paradisblomsterväxtart som beskrevs av Carl von Linné d.y.. Cleome felina ingår i släktet paradisblomstersläktet, och familjen paradisblomsterväxter. Inga underarter finns listade i Catalogue of Life.